# Remigian Michał Grocholski
Remigian Michał Grocholski herbu Syrokomla (ur. 1643, zm. 1705) – pułkownik królewski, chorąży bracławski. Był synem Andrzeja Jakuba i Heleny z Makarewiczów-Iwasieńcewiczów.